# Rákóczi-kastély (Borsi)

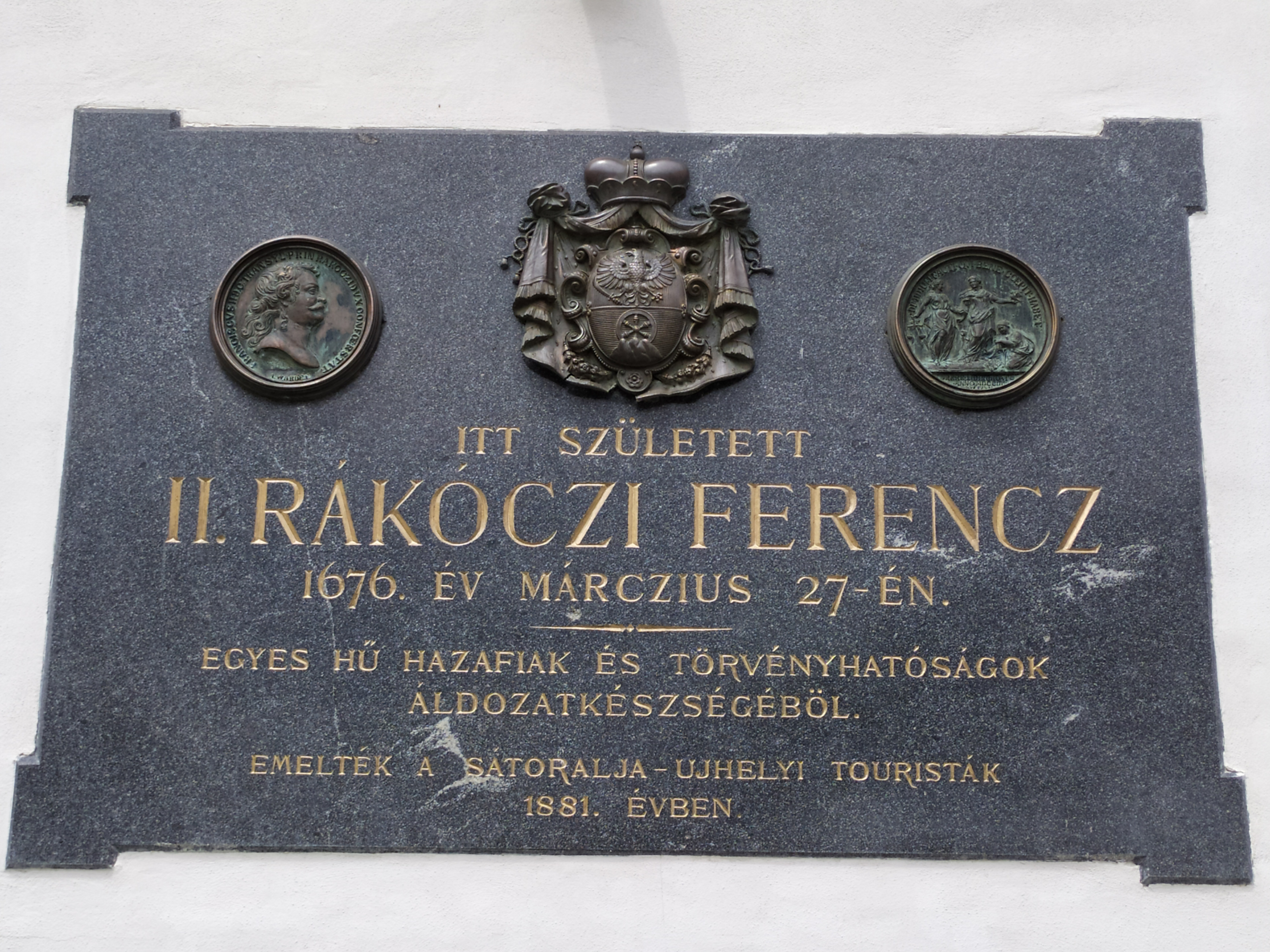
Az 1881-ben elhelyezett emléktábla a kastély falán

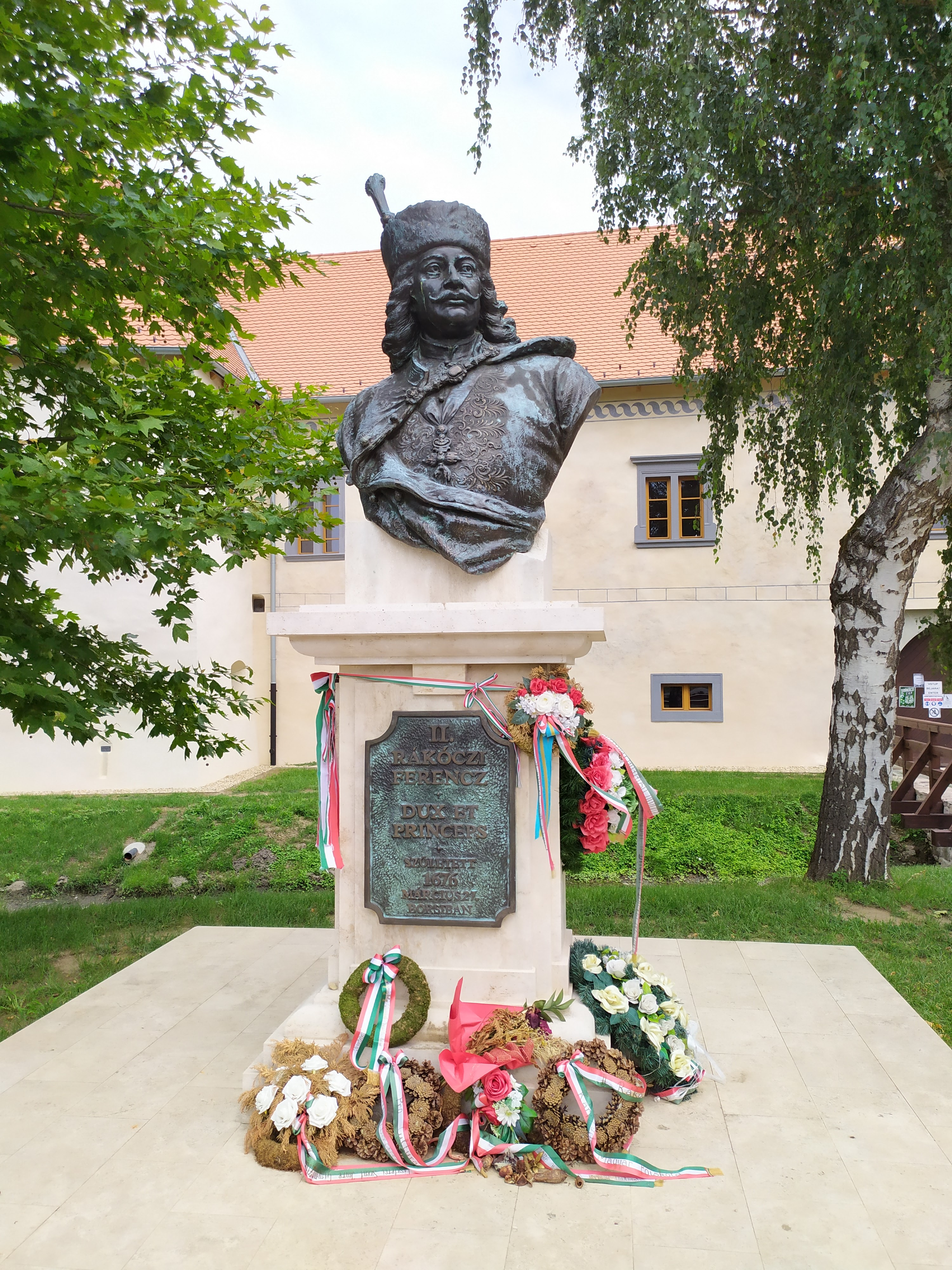
A Rákóczi-várkastély előtt elhelyezett kalandos sorsú, 1907-ben készült mellszobor Mayer Ede alkotása

A borsi Rákóczi-kastély (szlovákul Rákociovský kaštieľ) történelmi épület Kelet-Szlovákiában, a Bodrog jobb partján, a magyar határ és Sátoraljaújhely közelében. Ebben az épületben volt II. Rákóczi Ferenc erdélyi fejedelem szülőszobája, ahol édesanyja 1676. március 27-én, a megerősített és kényelmes kastélyban adott életet a fiának. A magyar reneszánsz építészet egyik kiemelkedő épületének rekonstrukciója 2018-ban kezdődött és 2021. tavaszára készült el. 2021. június 19-én került sor a felújított kastély ünnepélyes átadására Zuzana Čaputová szlovák és Áder János magyar köztársasági elnökök részvételével.

## Története
A kastélyt Hennyey Miklós ónodi, majd később füzéri várnagy, Perényi Gábor országbíró familiárisa építette. Perényitől a birtokadományt 1559-ben kapta, amelyet Miksa király 1563-ban erősített meg. Hennyey Miklóst I. Miksa király, német-római császár koronázásakor negyedmagával aranysarkantyús vitézzé ütötték. Hennyey részt vett Szigetvár 1556-os sikeres megvédésében, halálát 1566-ban régi barátja és sógora mellett a gyulai vár ostroma során lelte. Első felesége Dombay Anna (Werbőczy István unokája) 1564-ben hunyhatott el. Leányukat, Hennyey Margitot 1566-1567 körül vehette feleségül Zeleméri Kamarás Miklós, az egri hős, Dobó István unokaöccse, aki a Debrecen környékén fekvő egykori településről, Zelemérről származott, s akinek családja többek közt Tarcalon, Tállyán, Tokajban rendelkezett birtokokkal és ez idő tájt a kassai kapitányság alatt szolgált.
A borsi kastélyt 1568 és 1579 közt építette át. A 2006 telén kutatói felügyelet mellett folyt felújítások során az északnyugati sarokbástya emeleti padlószintje alatt feltárt boltozatvállban és lenyomatban egy, a jelenleginél magasabb belső szintű, reneszánsz épület maradványait fedezhetjük fel. Így feltételezhetjük, hogy a kastély előzményeként már állott itt egy nívós épület, amelynek építője a már említett Hennyey Miklós, Zeleméry apósa lehetett. Zeleméri Kamarás Miklós lányának házasságával került a kastély előbb Lorántffy Mihály tulajdonába 1602-ben, majd I. Rákóczi György és Lorántffy Zsuzsanna házassága révén került a Rákóczi birtokok közé.
A kastély első írásos említése 1593-ból maradt fenn castellum megjelöléssel. Az 1631-ben és 1638-ban kelt helyiségleltárak (inventáriumok) szerint az épületet ekkorra kibővítették a ma is látható északnyugati bástyával és az északi, női termeket magába foglaló palotaszárnnyal. 1638-ra az épületet tovább bővítették, megépült a nyugati szárny déli szakasza, egy déli palotaszárny, benne vendégek számára fenntartott szobákkal és feltehetően a ma romjaiban látható déli sarokbástya. Az épülettől délre, a Bodrog felé reneszánsz kert terült el, északnyugat felé egy négyköves malom a Ronyva duzzasztott tavával, a töltés előtt kis filagória. A kastély mennyezetei „aranyos gombosak”, míves kiképzésűek. A bővítést feltehetően Lorántffy Zsuzsanna végeztette el, elsősorban a déli, női szárny kiépítésére koncentrálódtak a feladatok. Érdekesség, hogy ebben az időben az ebédlő palotában a 12 fős asztal mellett egy kis asztalt is találunk, két kis székkel. E „nagypalota” mellett nyílt az „Úrfiak palotája” – a későbbi II. György, erdélyi fejedelem és Zsigmond szobája. Mellette a tanító szobája nyílt.
1644-ben Esterházy nádor I. Rákóczi György ellen vonuló serege elfoglalta és feldúlta. A Rákócziak Borsiban elsősorban Munkács felé vezető útjukon szálltak meg, erről a kevés forrás árulkodik. I. Rákóczi Ferenc több fejedelmi intézkedését itt datálta.
1676-ban Zrínyi Ilona Munkácsról Regécre vezető útja közben szállt meg, így a véletlennek köszönhető, hogy II. Rákóczi Ferenc március 27-én itt született meg. A születésének helye feltehetően az azóta megsemmisült délnyugati sarokbástyában, a fejedelemnői lakosztály lehetett.
Kollonich Lipót 1692-ben a bécsi udvari kamara vezetője lett, 1694-ben pedig a titkos tanács elnöke. A magyargyűlöletéről hírhedt Kollonich horvát bíborosnak és a labancoknak a kezére került minden Rákóczi-birtok, így a kastély is. 1688-ban a „rebellisek” (Thököly seregeinek maradványaként martalóckodó „szabadcsapatok”) felgyújtják a labanclaktanyaként szolgáló kastélyt. 1694-ben Rákóczi Prágából való visszatértekor a kastély még romos állapotban volt, egyes helyiségeit elkezdték tatarozni.

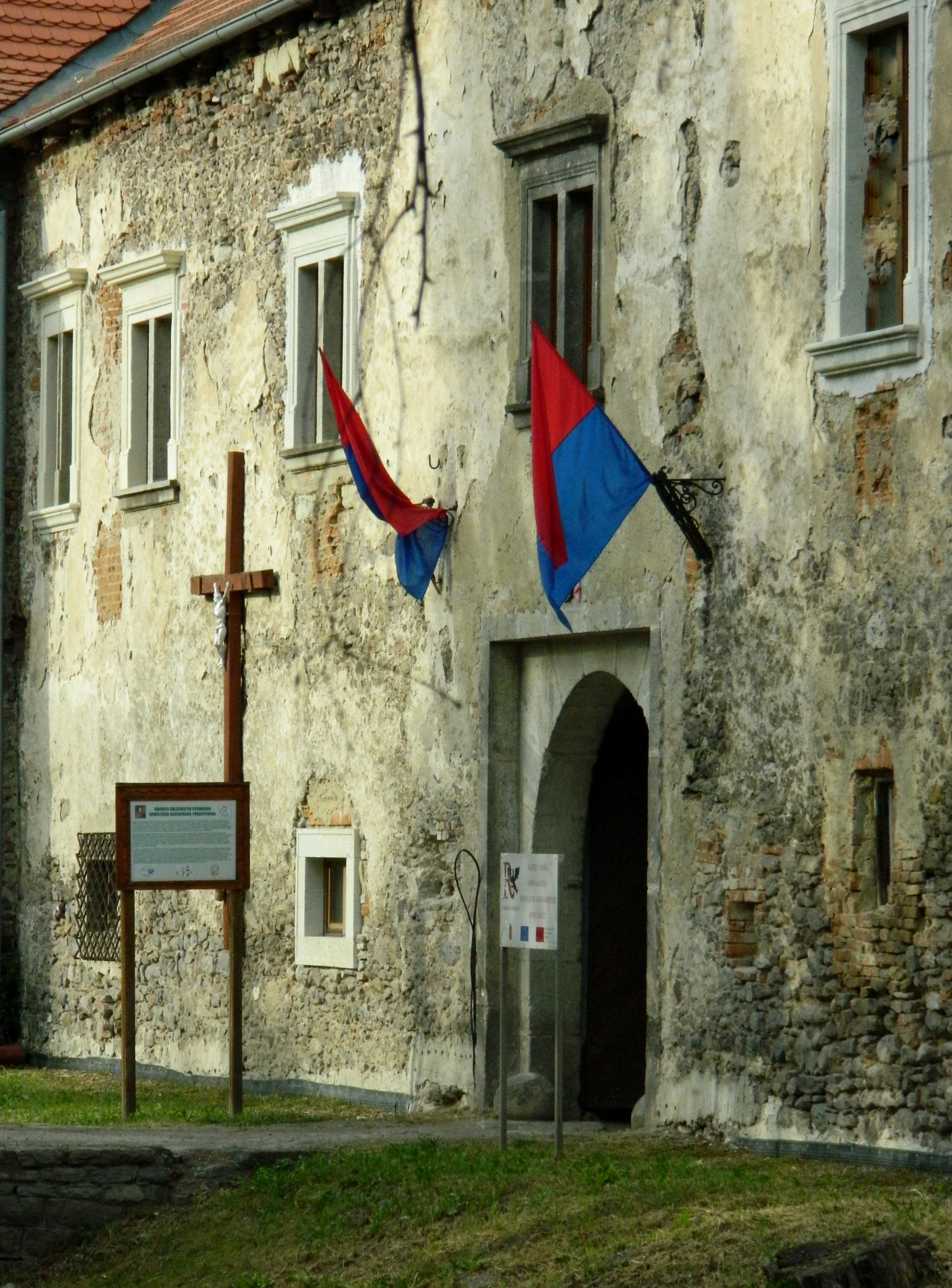
A várkastély bejárata a felújítás előtt 2013-ban

1711-ben a szatmári béke után a kastély Rákóczi Julianna férje, Aspremont Ferdinánd tulajdonába került, tőle a Trautschonok vették kézhez, 1780 körül az egri érsek révén az Esterházyak kezére kerül. Később több birtokos kezén fordul meg, de a Lorántffy Zsuzsanna által kiépített reneszánsz udvarház már sosem nyerte vissza eredeti fényét.
A 20. század elején keleti szárnyát lebontották. A trianoni békeszerződés után Csehszlovákiához került, majd az első bécsi döntéssel 1938-ban visszatért Magyarországhoz.
Az 1940-es évek elején Lux Kálmán és fia, Lux Géza végeztek helyreállítási munkákat a kastélyban, és a tervek szerint múzeum kialakítására került volna sor az épületben.
A második világháború után a kastély újra Csehszlovákiához tartozott és az 1970-es évekig lakásként és raktárként hasznosították. Ezután kezdődött meg az épület kiürítése és műemléki kutatása, valamint a legszükségesebb állagvédelmi munkák elvégzése.
A kastély előtt 1969. május 31. óta áll a fejedelem mellszobra, Mayer Ede szobrászművész alkotása.

## A kastély felújítása

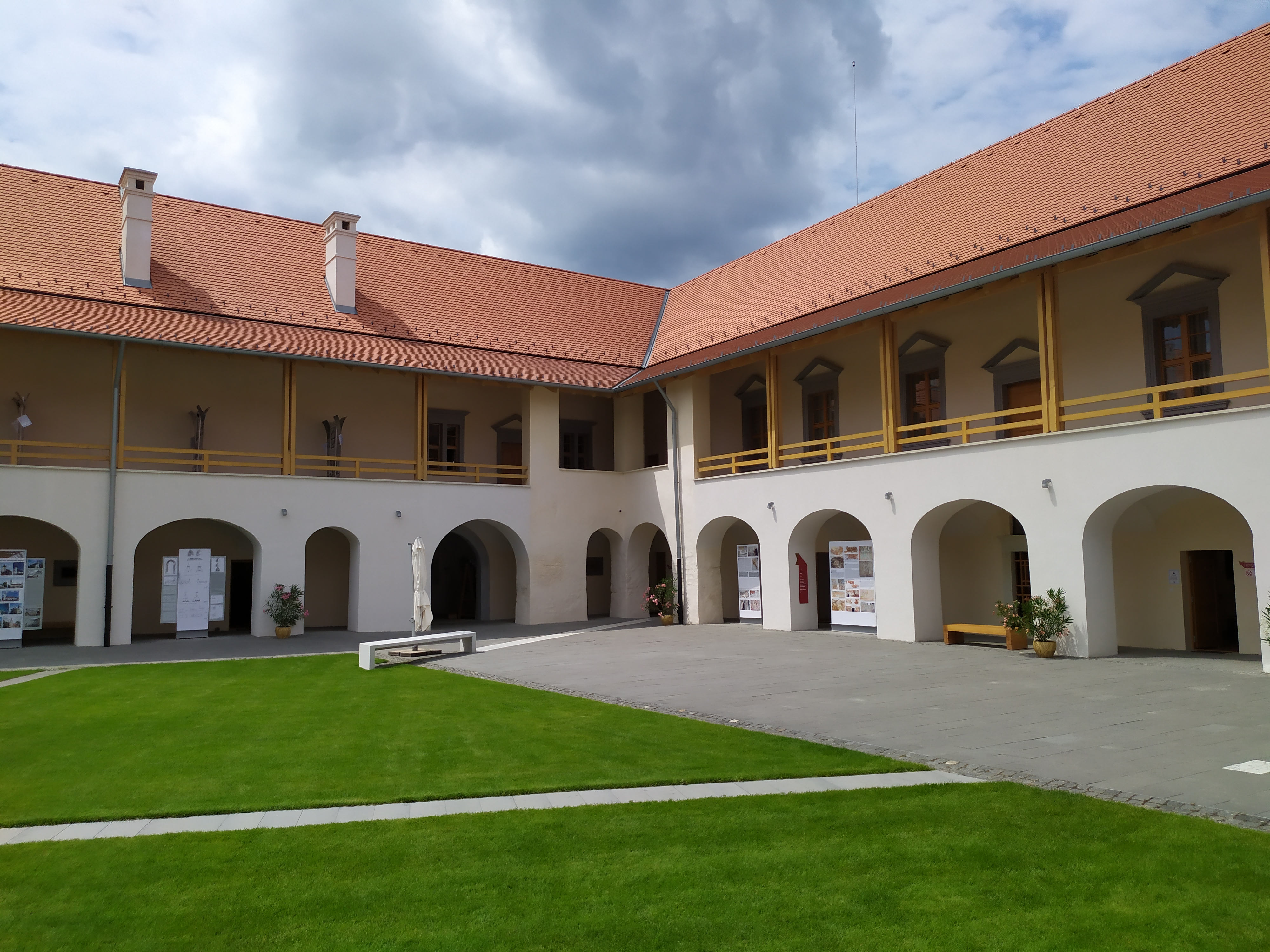
A felújított várkastély belső tere

Az 1945-ben államosított kastély 1990-ben a borsi önkormányzat tulajdonába került. 2000-ben elkezdődött a kastély felújítása, amelyet a kis falu polgármesteri hivatala, Szabó Mihály polgármester szervezett, elsősorban szlovák és magyar állami és európai uniós keretek felhasználásával. A terveket a budapesti Állami Műemlékhelyreállítási és Restaurálási Központtól Wittinger Zoltán építész és a kassai Pásztor Péter építészmérnök közösen készítette el. A tervek szerint a kastélyban múzeum, konferenciaközpont, könyvtár, internet-kávézó, szálloda és étterem nyílik. 2005-ben több földszinti helyiséget felújítottak, 2006-ban pedig a születés emlékszobája újult meg. 2018 februárjában Latorcai Csaba, a Miniszterelnökség társadalmi és örökségvédelmi ügyekért, valamint kiemelt kulturális beruházásokért felelős helyettes államtitkára a helyszínen jelentette be, hogy a kastély a magyar kormány 1,6 milliárd forintos támogatásából két ütemben teljesen megújul. A felújítás 2021. tavaszára készült el, amelynek vezető építésze Wittinger Zoltán volt. A rekonstrukciót követően nyílt meg a II. Rákóczi Ferenc brigadérosairól elnevezett 13 superior szobával rendelkező ’Brigadéros’ szálloda.

## Egyéb információk
- Honlap
- Határon átnyúló pályázati programból folytatják a Borsi Rákóczi-kastély felújítását – Zemplén TV, 2021. január 13.
- Képek a tervező, Wittinger Zoltán honlapján
- Magyarország rendkívüli adománya – átadták a borsi Rákóczi-kastélyt
- A MOME által tervezett állandó kiállítással nyílt meg a felújított Rákóczi-kastély, mome.hu